# Jean De Middeleer
Jean De Middeleer (Sint-Jans-Molenbeek, 24 februari 1908 – Brussel, 20 juni 1986) was een Belgisch pianist, organist, dirigent, componist en muziekpedagoog.

## Studies
Jean De Middeleer groeide op in een muzikale familie. Zijn vader was tenor en aan moeders kant vindt men een reeks organisten tot in de 17de eeuw.
Jean De Middeleer studeerde muziek vanaf zijn vijfde levensjaar en werd in 1922 ingeschreven bij het Koninklijk Conservatorium Brussel waar hij bijzonder goede resultaten haalde. Tot zijn professoren rekende hij August De Boeck, Paul de Maleingreau, Ernest Closson, Désiré Defauw en Henri Sarly. Verder volgde Jean De Middeleer privélessen bij Paul Gilson, Joseph Jongen en orgel in Parijs bij Marcel Dupré, mogelijk gemaakt door twee studiebeurzen, verleend door Koningin Elisabeth.

## Loopbaan
Jean De Middeleer begon zijn loopbaan als zangleider aan de Koninklijke Muntschouwburg te Brussel en begeleider aan het Koninklijk Conservatorium Gent. In 1937 werd hij leraar theoretische harmonieleer aan het Koninklijk Conservatorium Brussel. Tussen 1939 en 1951 was hij niet in België, maar maakte internationale concertreizen met een verblijf van vijf jaar in Kenia waar hij directeur was van het conservatorium en dirigent van het symfonieorkest. Vermeldenswaardig is de uitvoering van zijn ‘Nairobi-cantate” door 300 zangers en symfonisch orkest. Het werd speciaal gecomponeerd voor de 50ste verjaardag van de stad. Voor deze gelegenheid kwam Z.K.H. de Hertog van Gloucester, oom van de Koningin van Engeland, persoonlijk naar Nairobi.
Teruggekeerd naar België kende niemand nog de naam De Middeleer en zijn verlofpapier van het Koninklijk Conservatorium Brussel werd waardeloos verklaard. De Middeleer aan het woord over deze periode: “Terug in België met verlof van het Conservatorium van Nairobi en met een nieuw contract van een termijn van vier jaar op zak om aldaar als directeur af te leggen, heb ik niet de beslissing kunnen nemen terug te keren. Als tedere, te tedere musicus en patriot heb ik de grond gekust bij mijn terugkeer en honger geleden in eigen land maar zonder het nog te kunnen verlaten…”
De Middeleer startte als leraar notenleer met kinderen van 6 jaar aan de Muziekacademie van Etterbeek en gaf een cursus voor volwassenen aan de Muziekacademie van Sint-Jans-Molenbeek. Na twee jaar hardnekkig werken, werd De Middeleer professor in de hogere graad harmonie aan het Koninklijk Conservatorium Bergen. Ook in 1953 kreeg hij de vacante betrekking van directeur van de Stedelijke Muziekacademie van Tienen. Daar bouwde hij de academie succesvol uit, naast een symfonisch orkest. Jaarlijks componeerde De Middeleer een cantate voor de proclamatie van ‘zijn’ muziekacademie.
In 1978 – De Middeleer is dan 70 – ging hij met pensioen als directeur. Tienen vierde hem met een huldeconcert in de Sint-Germanuskerk met een door hem gecomponeerd oratorium ‘In Hoc Signo Vinces’, op tekst van eresenator Hendrik Delport, geïnspireerd op de glasramen van de voornoemde kerk, uitgevoerd door koor en symfonisch orkest van o.l.v. Jean De Middeleer en in aanwezigheid van o.a. Rika De Backer, Minister van Nederlandse Cultuur. In hetzelfde jaar verscheen ook een monografie over hem van de hand van Gunnar Riebs en met woord vooraf door Willem Pelemans, voorzitter van de Belgische Componisten. De plechtige presentatie werd gehouden op het Stadhuis van Tienen in aanwezigheid van vele vooraanstaande politici en kunstenaars.

## Stijl
Jean De Middeleer componeerde een groot oeuvre en de catalogus toont aan dat hij behoorde tot de productiefste componisten uit de 20ste eeuw.

## Prijzen en onderscheidingen
- Voor orgel E. Agniezprijs, C. Courboinprijs en A. Maillyprijs
- Prijs van Rome, 1937
- Fugatrofee, 1977
- Erepenning van de Belgische Muziekpers 1977
- Ridder in de Kroonorde en Ridder in de Leopoldsorde